# The Canadian Encyclopedia
Канадська енциклопедія (англ. The Canadian Encyclopedia, фр. L'Encyclopédie canadienne) — національна енциклопедія Канади, джерело інформації про країну. Доступна в інтернеті на безоплатній основі. Випущена англійською і французькою мовами і містить близько 14000 статей кожною з мов із широкого кола питань, зокрема, про історію, культуру, події, людей (персоналій), місця, політику, мистецтво корінних народів Канади, спорт і науку.
Попередній проєкт національної енциклопедії Канади реалізовано 1957 року — Енциклопедія Канадіана.
Перше видання Канадської енциклопедії вийшло в трьох томах 1985 року і стало канадським бестселером, а перероблене і доповнене видання випущено 1988 року. У вересні 1990 року опубліковано п'ять томів Молодіжної енциклопедії Канади — першої енциклопедія для молодих канадців.
1995 року опубліковано перше цифрове видання The Canadian Encyclopedia на компакт-дисках. Нині Канадська енциклопедія безплатно доступна в інтернеті.

## Історія
Канада не мала власної національної енциклопедії до 1957 року, коли за редакцією Джона Еверетта Роббінса вперше вийшла десятитомна Енциклопедія Канадіана. Раніше також вийшли шеститомні «Канада: енциклопедія країни» (англ. Canada: An Encyclopaedia of the Country, 1898-1900), за редакцією Джона Кастела Гопкінса, і «Енциклопедія Канади» (англ. The Encyclopedia of Canada, 1935-1937) за редакцією Вільяма Стюарта Волліса. Канадський політик та видавець Мел Гертіг, переглядаючи зміст статей про Канаду в наявних енциклопедіях (зокрема видавництва Random House), виявив грубі помилки (наприклад, прем'єр-міністра Браяна Малруні було названо лібералом, а не консерватором) та прогалини. Це спонукало його запустити (за підтримки прем'єр-міністра провінції Альберта Пітера Лохіда) в 1980-х роках проєкт створення цілком нової канадської енциклопедії. Головним редактором виступив Джеймс Гарлі Марш, який залучив до написання статей понад 3000 авторів та консультантів.
Під час роботи над змістом статей для кожного факту в енциклопедії складено предметний покажчик, також наведено відомості про авторство дослідників і три використані джерела. Крім того, кожну статтю пропонували прочитати трьом «зовнішнім» читачам. А повністю готову енциклопедію передавали на незалежне вичитування та рецензування.
Перше видання енциклопедії в трьох томах вийшло в 1985 року (ISBN 0-88830-269-X), ставши, за ціни комплекту $125, бестселером, оскільки за півроку продано 150000 примірників. 1988 року випущено переглянуте та розширене друге видання у чотирьох томах (ISBN 0-88830-326-2). Це перша у світі енциклопедія, під час підготовки якої (верстання, набір тексту, дизайн та друк) використовували комп'ютер.
У вересні 1990 року Гертіг опублікував п'ятитомну «Дитячу енциклопедію Канади» (англ. Junior Encyclopedia of Canada, ISBN 0-88830-334-3), першу енциклопедію для юних канадців.
У травні 1991 року Гертіг продав своє видавництво видавничій компанії McClelland & Stewart, до якої перейшли й права на енциклопедію.
1995 року на CD-ROM (ISBN 0-7710-2041-4) вийшла «Канадська енциклопедія Плюс» (англ. The Canadian Encyclopedia Plus). 1999 року Historica Canada випустила повну онлайн-версію «Канадської енциклопедії».

## Видання
- The Canadian Encyclopedia :  [англ.] / Editor-in-chief James H. Marsh[en]. — 2nd. — Toronto : Historica Canada[en], 2000. — ISBN 978-0-7710-2099-5.